# Honda Pilot
El Honda Pilot o MR-V es un automóvil todoterreno del segmento E producido por el fabricante japonés Honda Motor Co., Ltd. desde mediados del año 2003. Es una unidad de cinco puertas con ocho plazas, con propulsión tracción delantera o a las cuatro ruedas, que se enfrenta a modelos como el Hyundai Veracruz, el Ford Explorer y el Toyota Land Cruiser. La revista estadounidense Car and Driver lo nombró "Mejor Todoterreno Grande" seis veces consecutivas, desde 2003 hasta 2007.
Su plataforma Bastidor es idéntica a la de otros modelos de Honda y Acura, como el Acura RL, el Acura RLX, el Acura MDX, el Honda Ridgeline y el Honda Odyssey. El único configuración de motor disponible es de gasolina de seis cilindros en V y 3.3 litros de cilindrada, con cuatro válvulas por cilindro y distribución de válvulas variable, que hasta la línea 2006 desarrollaba 243 CV (179 kW) de potencia máxima y desde la línea 2005 alcanza los 247 CV (182 kW).
En el Salón del Automóvil de Detroit de 2008 se presentó un prototipo que muestra cómo será la segunda generación del Pilot.

## Primera generación (2003-2008)

### Especificaciones

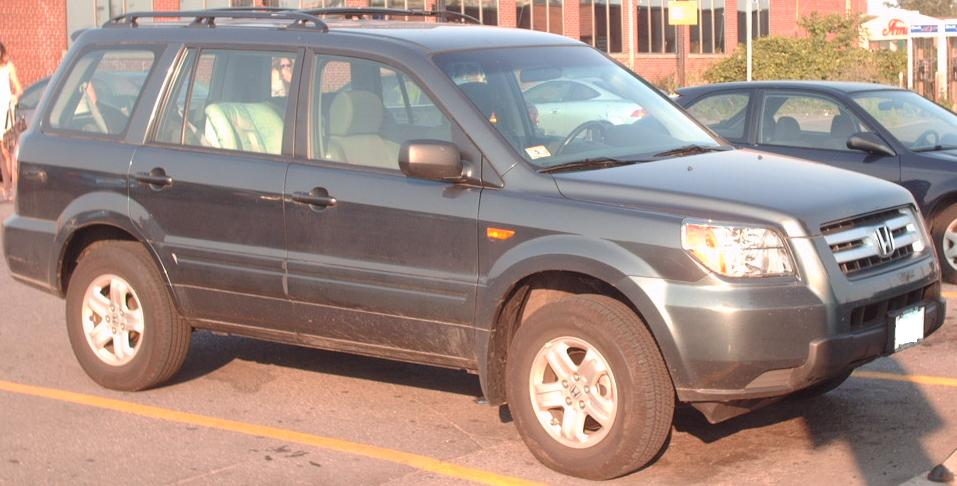
Modelo 2006-2008

Al igual que la Acura MDX de primera generación, el Pilot impulsado por un motor Power Stroke V6 de 3.5 L SOHC de aleación de aluminio de 24 válvulas con árboles de levas impulsado por una correa de distribución  [5] El motor tiene una potencia de 240 CV (179 kW) @ 5400 rpm SAE y 328 N · m (791 libras pies) de torque a 4500 rpm. Acoplado a una transmisión automática de cinco velocidades, Tardó 7.6 segundos en una prueba de 0-60 mph (0-96,5Km/h) para un Pilot de 2004 y en 15,9 segundos para el recorrido de 1 / 4 de milla (402 metros). Para el modelo 2006, la potencia era de 244 hp (182 kW) @ 5600 rpm SAE (4WD), 325 N · m (240 libras pies) de torque a 4500 rpm. Se incorporó el sistema de aceleración electrónica (Drive-by-Wire) a partir de 2005.
El Pilot de un peso de poco más de 2 toneladas, la Agencia de Protección Ambiental de los Estados Unidos (EPA) en 2007 estima que el consumo de la unidad, 9 l/100 km en la ciudad y 11 l/100 km en carretera para el modelo de tracción delantera, y 8.5 l/100 km en la ciudad y 10 L / 100 km en carretera para el modelo de tracción total.
Además, como el MDX, la suspensión del Pilot está compuesto con un resorte en espiral en la parte delantera, disposición multilink en la parte trasera para permitir un piso de carga plano. También cuenta con un eje ancho como la MDX - de 1.684 mm en la parte delantera y 1.689 mm en la parte trasera. El Pilot tiene 2.041 kg de flota y la capacidad de remolque es de 1.588 kg. Los modelos de tracción delantera ofrecen la última generación de Honda Variable Cylinder Management (VCM) de que está diseñado para ayudar a mejorar la economía de combustible sin sacrificar la potencia. El sistema consigue de forma automática la desactivación y reactivación de hasta 3 cilindros, dependiendo de las necesidades del conducción.

### Diseño
El Pilot es capaz de transportar hasta ocho pasajeros; la tercera fila de asientos son para 3, pero el espacio para las piernas es limitado, lo que solo permite el transporte de los niños o adultos en viajes cortos. Al igual que el Honda Odyssey, Los asientos traseros son capaces de doblar completamente plana en la superficie para permitir mayor volumen de carga. Los asientos están dispuestos como asientos de en un teatro. Opcionalmente se que puede instalar quemacocos, sistema de entretenimiento DVD y sistema de navegación.
El Pilot cuenta con Tracción en las cuatro ruedas, denominado Variable Torque Gestión 4WD (VTM-4). El sistema VTM-4 ofrece potencia a las cuatro ruedas durante la aceleración y cuando se detecta deslizamiento de las ruedas; dispone de un interruptor en el salpicadero que bloquea ambos semi-ejes trasera, pero solo funciona en las marchas primera, segunda y reversa, y se desbloquea cuando sobrepasa los 29 km / h. el sistema opera principalmente en la tracción delantera y envía el par motor a las ruedas traseras cuando se detecta pérdida de tracción en la delantera. La Tracción 2x2 está disponible a partir del año 2006.

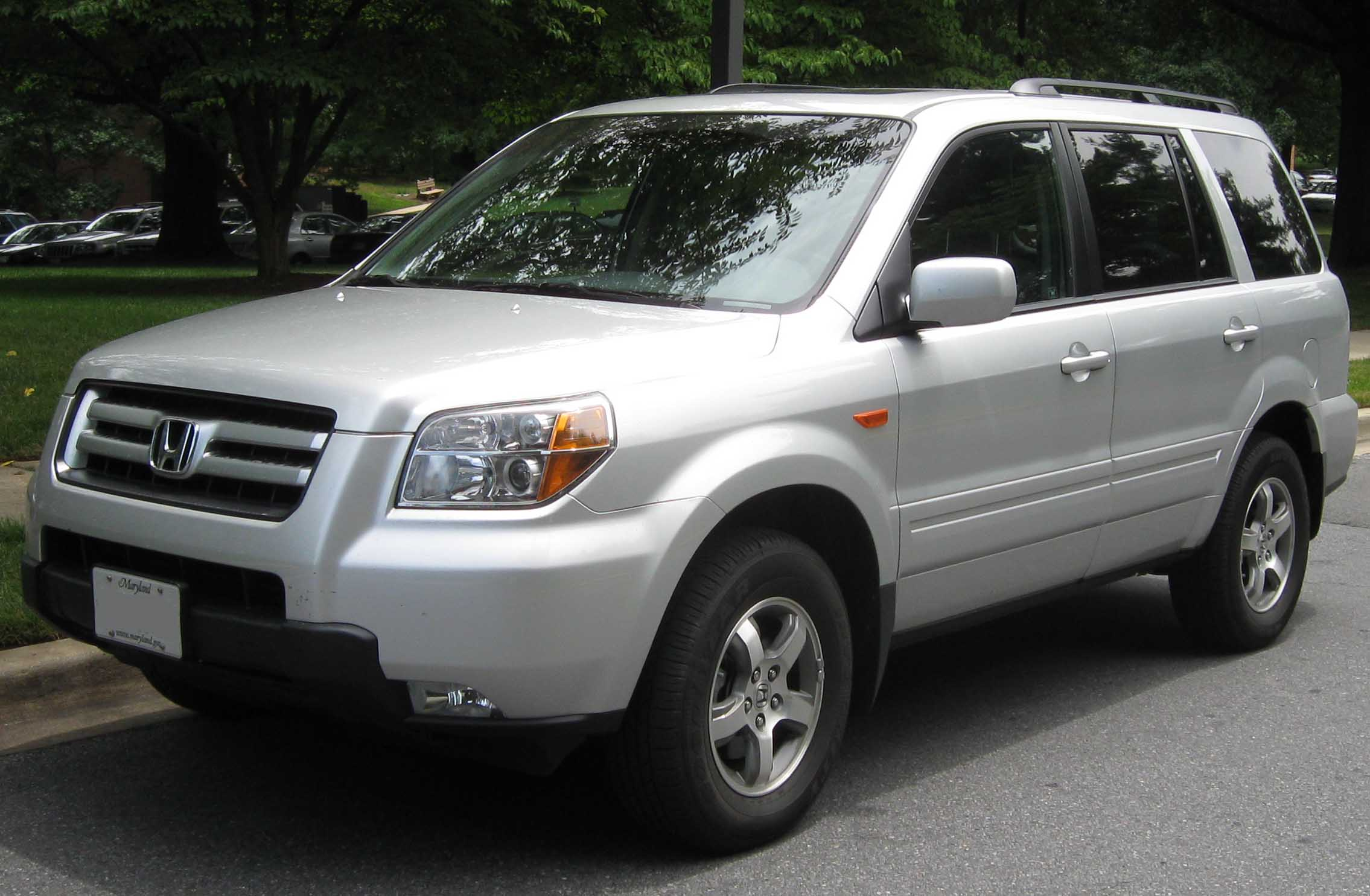
Rediseño del año 2006

Para el parte de seguridad, el Pilot cuenta con VTM-4, frenos de disco con sistema ABS en las cuatro ruedas, dirección de piñón y cremallera, suspensión independiente en las cuatro ruedas, y 282 ° de visibilidad hacia el exterior. La constitución de Pilot está basado en un cuerpo bastidor de gran rigidez con estructuras de absorción de energía y zonas de deformación programada. La estructura del Pilot está diseñado para deformarse progresivamente en choques frontales, laterales y traseras.

### Rediseño del 2006
Honda rediseñó el Pilot para el modelo del año 2006. Cambios en el exterior incluyen una nueva trompa con una inserción de parrilla y faros diferentes, y las luces traseras con lentes transparentes. El nivel de equipamiento de la versión EX recibió ruedas rediseñado, y las ruedas originales se encuentran ahora en la versión LX, la gama base. En el interior, bolsas de aire laterales se presentaron en el pilar C para la protección de los pasajeros de atrás (además de las de los pasajeros del asiento delantero), el conjunto de indicadores se ha actualizado y la consola central es cromadas y compartimentos de almacenamiento y portavasos rediseñadas.

## Segunda generación (2009-2015)

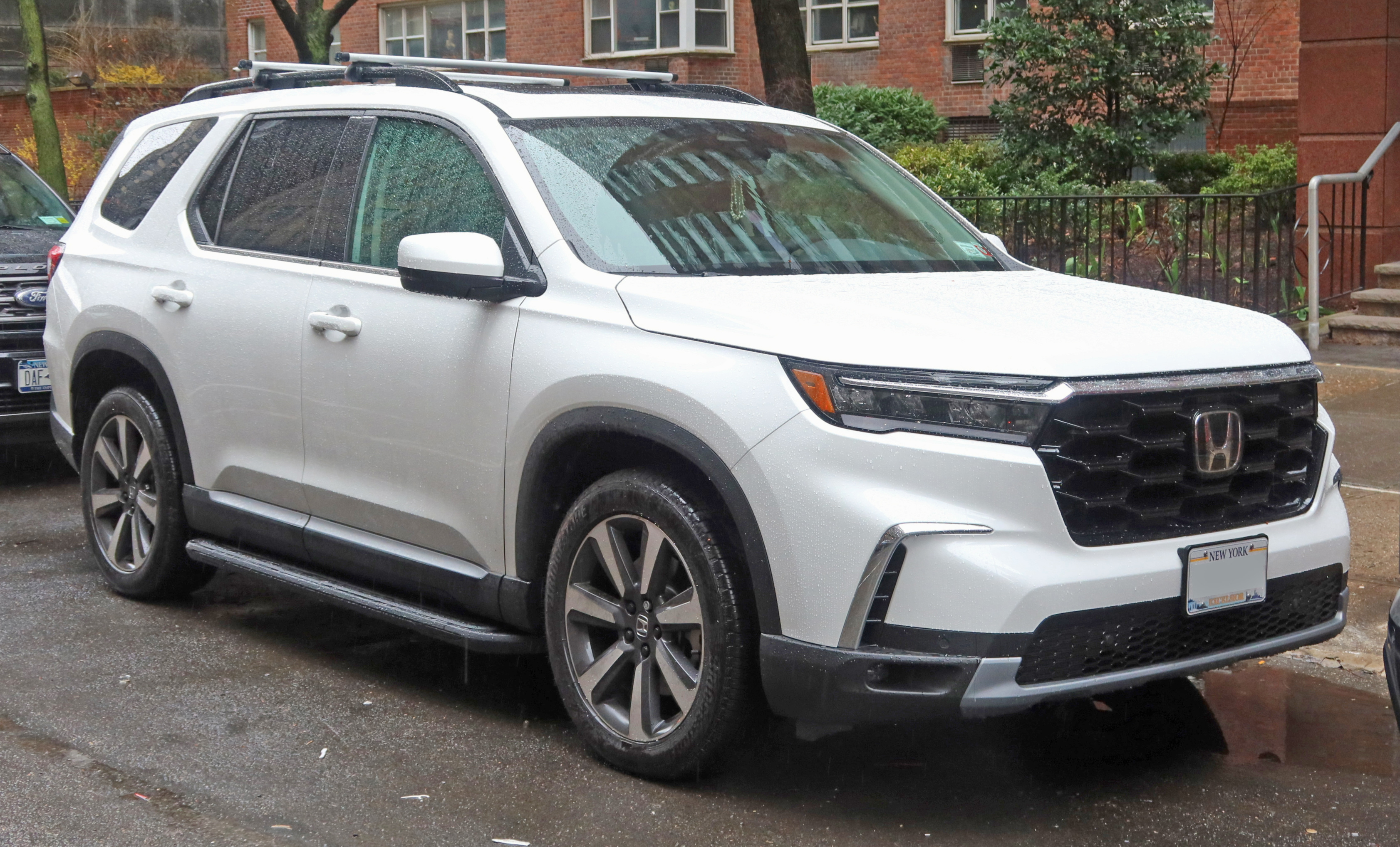
Versión Touring de 2023

El nuevo Pilot de mayor tamaño está disponible en cuatro modelos: LX, EX, EX-L y Touring. Se recibe un nuevo motor V6 3.5L que produce 264 caballos de fuerza neto (190 kW) SAE a 5700 rpm y 343 Nm de torque a 4800 rpm. la economía de combustible EPA es de 14 L/100 km en la ciudad / 10 l/100 km en carretera para la versión de tracción delantera y de 15 l/100 km en la ciudad / 11 l/100 km en carretera para la versión de 4 ruedas motrices.
Ambas transmisiones son de cinco velocidades [automática]s. La distancia entre ejes es 2774 mm, con carrocería de 4849 mm de largo, 1994 mm de ancho, una altura de 1803 mm. Una nueva parrilla. Gran parte del interior ha cambiado, control automático de clima de tres zonas, ajuste electrónico del asiento del conductor con memoria para dos posiciones, compuerta trasera eléctrica, y se movió la palanca de cambio de la columna de dirección para la consola central, entre el banco de piloto y copiloto. El modelo Touring ofrece una toma corriente de 115 voltios y sistema de navegación por satélite Honda.
Muchos críticos elogiaron al diseño más grande y más espacioso, aunque el nuevo diseño exterior "tipo camioneta" obtuvo una cierta controversia, como el de USA Today.

### Actualización del 2012
Para el modelo del año 2012, el Pilot recibió una parrilla delantera rediseñada, nuevas llantas de aleación y actualizaciones del interior.

### Ampliación Off-Road
El Honda Pilot tiene una capacidad off-road que comprende de tres sistemas individuales: la administración de torque variable en las cuatro ruedas con sistema de bloqueo de diferencial, sistema Hill Start Assist Control y sistema de Grade Logic Control.

El sistema de administración de torque variable (VTM-4) en las cuatro ruedas motrices que se activa automáticamente cuando el sistema detecta pérdida de tracción en alguna de las ruedas, su funcionamiento ya se ha explicado anteriormente.

El sistema Hill Start Assist, que mantiene el freno funcionando, dando tiempo al conductor a para cambiar al pedal del acelerador sin que la unidad se desplace cuando esté en una pendiente. El sistema de Grade Logic Control controla el par del motor facilitando la conducción en las subidas y bajadas.

El Pilot de segunda generación en con tracción total permite vadear a través de agua con aproximadamente 48cm de profundidad.